# شینتارو کیدو
شینتارو کیدو (انگلیسی: Shintarō Kido; ۱۷ مهٔ ۱۹۱۶ – ۱۹ اوت ۱۹۷۵) بازیگر، و رقصنده اهل ژاپن بود.